# Osterwesten
Koordinaten: 52° 0′ 50″ N, 12° 3′ 5″ O
Osterwesten ist ein Naturschutzgebiet in der Stadt Zerbst/Anhalt im Landkreis Anhalt-Bitterfeld in Sachsen-Anhalt.
Das Naturschutzgebiet mit dem Kennzeichen NSG 0054 ist rund 102 Hektar groß. Es ist Bestandteil des Vogelschutzgebietes „Zerbster Land“ und vollständig vom Landschaftsschutzgebiet „Zerbster Land“ umgeben. Das Gebiet steht seit dem 1. Oktober 1990 unter Schutz (Datum der Verordnung: 28. September 1990). Zuständige untere Naturschutzbehörde ist der Landkreis Anhalt-Bitterfeld.
Das Naturschutzgebiet liegt nordwestlich von Zerbst/Anhalt in einer landwirtschaftlich geprägten Landschaft des Fläming (im Osten grenzt es direkt an den Naturpark Fläming) in etwa zwischen den Zerbster Ortsteilen Zernitz und Moritz. Es dient den Schutz und der Erhaltung eines Lebensraum der vom Aussterben bedrohten Großtrappe. Die Flächen werden unter Berücksichtigung des Schutzziels landwirtschaftlich bewirtschaftet. Dabei müssen bei der Nutzung die Lebensbedingungen der Großtrappe bewahrt bzw. gefördert werden.
Trotz des Schutzstatuses und der trappengerechten Bewirtschaftung wird davon ausgegangen, dass der Bestand an Großtrappen – im Jahr der Unterschutzstellung gab es noch etwa 40 Vögel – sich durch Störungen, Vergiftungen durch Pflanzenschutzmittel, Vernichtung von Gelegen und Tod der Tiere durch Landmaschinen auf unter 20 reduziert hat.
Das Naturschutzgebiet ist vollständig von weiteren landwirtschaftlichen Nutzflächen umgeben. Es grenzt an Wirtschaftswege und im Norden an die ehemalige Bahnstrecke Berlin–Blankenheim.